# Sadako Sasaki

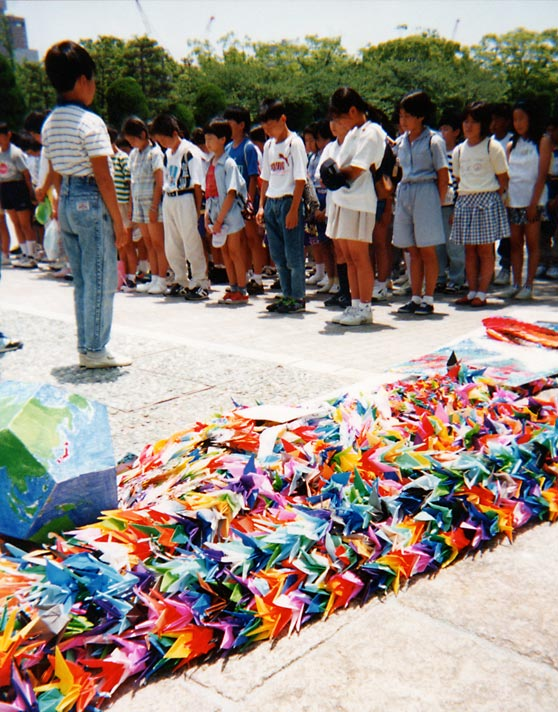
Barnens papperstranor till minne av Sadako Sasaki i Hiroshimas fredspark.

Sadako Sasaki, född 7 januari 1943 i Hiroshima, död 25 oktober 1955 i samma stad, var en japansk flicka och blev ett mycket känt offer för atombomben över Hiroshima. Den 6 augusti är nu fredsdagen till minne av Sadako Sasaki.

## Sjukdom och död
När atombomben detonerade över staden var Sadako ungefär två och ett halvt år gammal. Till en början verkade hon frisk, men när hon var 11 år insjuknade hon i leukemi och blev inlagd på sjukhus. Efter att ha inspirerats av en gammal japansk legend som lovar att den som viker tusen papperstranor får se sin högsta önskan slå in, började Sadako att vika sådana tranor med en förhoppning om att bli frisk. En populär föreställning är att hon skulle hunnit vika 644 tranor innan hon dog, varefter hennes familj och klasskamrater vek resten. I själva verket hann Sadako vika långt över 1300 tranor innan sin död. Sadako låg i sängen omgiven av sin familj. Efter att hennes föräldrar hade uppmanat henne att äta någonting bad hon om te och ris och sade "det är bra". De var hennes sista ord innan hon dog morgonen den 25 oktober 1955.

## Papperstranorna
Papperstranor har sedan dess blivit en symbol för fredsrörelsen och mot atombomben. I Fredsparken i Hiroshima finns en staty där Sadako står med utsträckta armar och håller i en papperstrana. Runt statyn hänger man upp tusentals papperstranor som barn över hela världen dagligen skickar som en önskan om fred i världen.

## Sadako och de tusen papperstranorna
1977 skrev Eleanor Coerr en lättläst ungdombok om Sadako, Sadako och de tusen papperstranorna. Ebba Hamelberg översatte boken till svenska år 1980.

## Utmärkelser
Asteroiden 7616 Sadako är uppkallad efter henne.